# Matkiw
Matkiw (ukrainisch Матків; russisch Матков Matkow, polnisch Matków) ist ein Dorf im Süden der westukrainischen Oblast Lwiw mit etwa 490 Einwohnern.
Es gehört zur Landgemeinde Kosjowa im Rajon Stryj, bis 2020 war es zusammen mit dem Dorf Mochnate (Мохнате) ein Teil der Landratsgemeinde Mochnate im Rajon Turka.

## Geschichte
Der Ort wurde wahrscheinlich im 15. Jahrhundert gegründet, aber erst im Jahre 1538 erstmals urkundlich erwähnt.
Bei der Ersten Teilung Polens kam Matkiw 1772 zum neuen Königreich Galizien und Lodomerien des habsburgischen Kaiserreichs (ab 1804).
Im Jahre 1900 hatte die Gemeinde Matków 224 Häuser mit 1129 Einwohnern, davon 1099 ruthenischsprachige, 4 polnischsprachige, 1099 griechisch-katholische, 4 römisch-katholische, 26 Juden.
Nach dem Ende des Polnisch-Ukrainischen Kriegs 1919 kam Matkiw zu Polen. Im Jahre 1921 hatte die Gemeinde Matków 242 Häuser mit 1222 Einwohnern, davon 1115 Ruthenen, 106 Polen, 1 Jude (Nationalität), 1135 griechisch-katholische, 4 römisch-katholische, 83 Juden (Religion).
Traditionell wurde es von Bojken bewohnt, aber seit der Zwischenkriegszeit hielten sich bis 70 % der Einwohner für Polen.
Im Zweiten Weltkrieg gehörte die Ortschaft zuerst zur Sowjetunion und ab 1941 zum Generalgouvernement, ab 1945 wieder zur Sowjetunion, heute zur Ukraine. In den Jahren 1944 und 1945 wurden etwa 60 Polen von ukrainischen Nationalisten getötet.

## Sehenswürdigkeiten
- Griechisch-katholische Holzkirche, erbaut 1838, ab 2013 in die Liste des UNESCO-Welterbes aufgenommen, siehe die Holzkirchen der Karpatenregion in Polen und der Ukraine
- Friedhofskirche aus Holz, erbaut 1899[1]

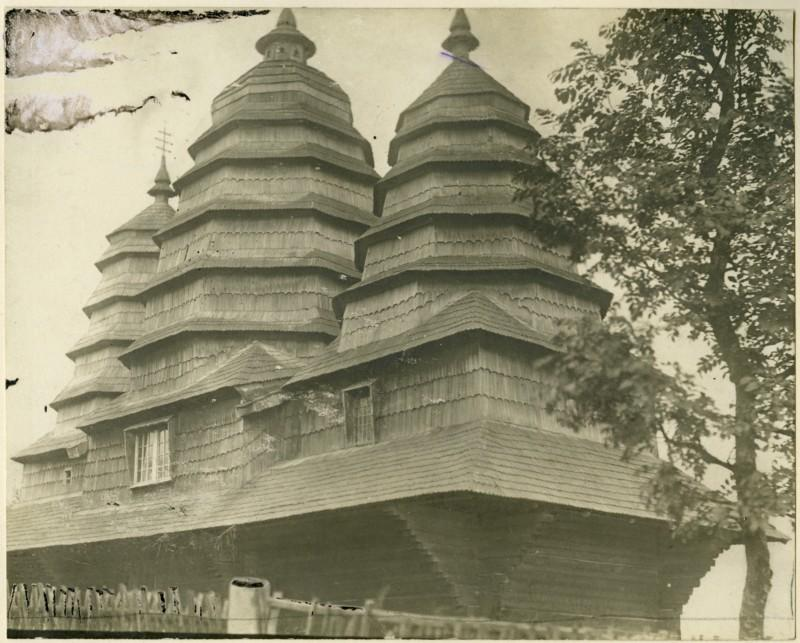
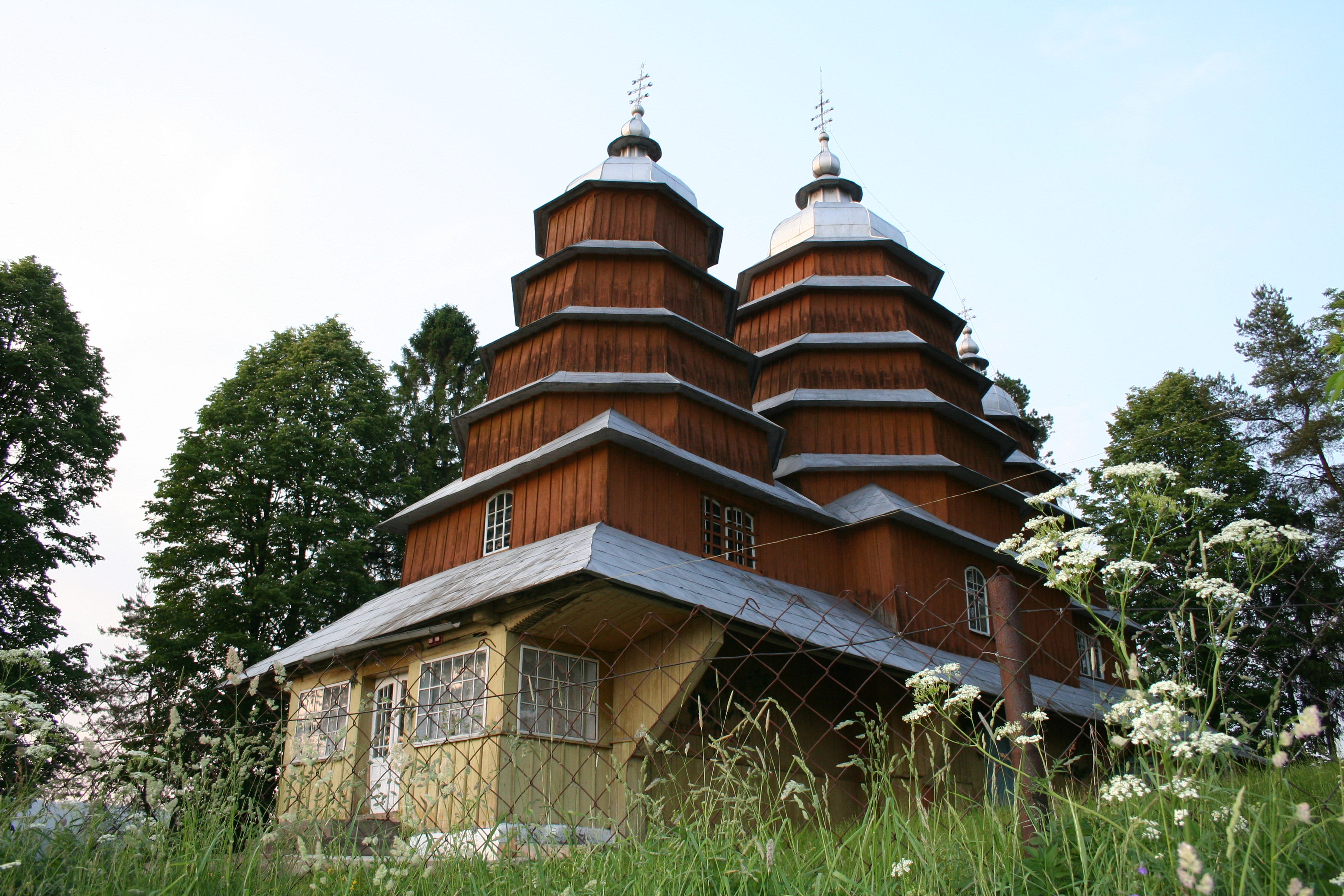